# Abdulaziz Mohamed
Abdulaziz Mohamed Abdullah Khador (arab. عبدالعزيز محمد) (ur. 12 grudnia 1965) – emiracki piłkarz grający na pozycji napastnika.

## Kariera klubowa
W czasie swojej kariery piłkarskiej Mohamed był piłkarzem Nadi asz-Szarika.

## Kariera reprezentacyjna
W reprezentacji ZEA Abdulaziz Mohamed występował w latach dziewięćdziesiątych.
W 1990 roku uczestniczył w Mistrzostwach Świata we Włoszech. Na Mundialu był rezerwowym i nie wystąpił w żadnym spotkaniu.
W 1996 uczestniczył w Pucharze Azji, który był rozgrywany na stadionach Zjednoczonych Emiratów Arabskich. Reprezentacja ZEA zdobyła na tym turnieju wicemistrzostwo Azji.
Ostatnim turniejem w którym uczestniczył Abdulaziz Mohamed był Puchar Konfederacji 1997.